# 李翔 (记者)
李翔（1981年3月5日—2011年9月18日），中國洛阳电视台记者，經常報道社會議題。生前並且揭露了地沟油的生產（仅最近一段时间），后遇害身亡。

## 死亡
2011年9月18日，李翔在回家路上被两名杀手抢劫，身中十余刀身亡。同月28日，追悼会在洛阳市殡仪馆举行。由于李翔的最后一条微博是关于当地地沟油报道的，因此有分析称他可能死于“地沟油商买凶杀人”。
2011年9月20日晚22时许，两名犯罪嫌疑人在洛阳站广场被埋伏的警方抓获。两名犯罪嫌疑人均为无业游民，因为手头不宽裕而准备抢劫，在9月18日凌晨已经准备抢劫一女子但未能成功，接著看见独自提包回家的李翔，在多菱路中段家属院附近威胁李翔交出手提包，被拒绝后在争斗中将李翔杀害。据李翔生前的上级领导称，李翔只是关注过地沟油问题，并未真正报道过，网上大量关于李翔因为报道地沟油被杀消息则为不实消息。